# William C. Rose Award for Exemplary Contributions to Education
Der William C. Rose Award der American Society for Biochemistry and Molecular Biology (ASBMB) wurde für herausragende Leistungen in Biochemie und Molekularbiologie verliehen. Außerdem sollte der Preisträger sich der Ausbildung von Nachwuchswissenschaftlern widmen. Er ist nach dem Ernährungswissenschaftler William Cumming Rose (1887–1985) benannt, Professor an der University of Illinois und Entdecker von Threonin.
2023 wurden der William C. Rose Award (1979–2023) und der ASBMB Award for Exemplary Contributions to Education (2006–2023) zum William C. Rose Award for Exemplary Contributions to Education zusammeglegt. Seitdem liegt der Fokus der Auszeichnung auf Didaktik und Mentoring.

## Preisträger

### William C. Rose Award
- 1979 Minor J. Coon
- 1980 Bert L. Vallee
- 1981 M. Daniel Lane
- 1982 Hector F. DeLuca
- 1983 Robert T. Schimke
- 1984 Alton Meister
- 1985 Esmond E. Snell
- 1986 Irwin C. Gunsalus
- 1987 Theresa C. Stadtman
- 1988 Henry A. Lardy
- 1989 Paul Delos Boyer
- 1990 Harland G. Wood
- 1991 Robert L. Hill
- 1992 Eugene P. Kennedy
- 1993 Irving M. Klotz
- 1994 Robert H. Abeles
- 1995 Celia White Tabor, Herbert Tabor
- 1996 Julius Adler
- 1997 Charles Yanofsky
- 1998 Robert D. Simoni
- 1999 Richard W. Hanson
- 2000 Rowena Green Matthews
- 2001 Marc Kirschner
- 2002 Gordon Hammes
- 2003 Jack E. Dixon
- 2004 Sunney I. Chan
- 2005 Frederick Guengerich
- 2006 William L. Smith
- 2007 Susan S. Taylor
- 2008 John D. Scott
- 2009 Sandra L. Schmid
- 2010 Daniel Herschlag
- 2011 Melissa J. Moore
- 2012 Susan Marqusee
- 2013 Ivan Đikić
- 2014 Lynne E. Maquat
- 2015 Kathleen Matthews
- 2016 Susan J. Baserga
- 2017 William T. Wickner
- 2018 Steven G. Clarke
- 2019 Dorothy Shippen
- 2020 kein Preisträger
- 2021 Celia Schiffer
- 2022 J. Martin Bollinger
- 2023 Catherine Drennan

### ASBMB Award for Exemplary Contributions to Education
- 2006 Thomas R. Cech
- 2007 Sarah C. Elgin
- 2008 Michael F. Summers
- 2009 Rochelle Schwartz-Bloom
- 2010 Lisa Gentile
- 2011 Cheryl A. Kerfeld
- 2012 Judith G. Voet, Donald Voet
- 2013 James Ntambi
- 2014 Harold B. White
- 2015 Ellis Bell
- 2016 Charles Brenner
- 2017 Erin Dolan
- 2018 Paul Craig
- 2019 Neil Garg
- 2021 Paul N. Black
- 2022 Joseph Provost
- 2023 Regina Stevens-Truss

### ASBMB William C. Rose Award for Exemplary Contributions to Education
- 2024 Peter Kennelly
- 2025 Neena Grover